# حسن‌علی زرگرزاده حاج باغلوئی
حسن‌علی زرگرزاده حاج باغلوئی سیاست‌مدار ایرانی بود، که در دوره بیست و چهارم مجلس شورای ملی به عنوان نماینده نقده از استان آذربایجان غربی  در مجلس شورای ملی حضور داشت.